# Perfect Machine

Perfect Machine est un album d'Herbie Hancock de 1988.

## Liste des titres
1. "Perfect Machine" (Hancock/Laswell/Skopelitis) - 6:35
2. "Obsession" - 5:20
3. "Vibe Alive" (Hancock/Laswell/Collins/Bonner/Micro Wave) - 5:26
4. "Beat Wise" - 5:52
5. "Maiden Voyage/P. Bop" - 6:34
6. "Chemical Residue" (Hancock) - 6:01
7. "Vibe Alive" (Extended Dance Mix)* - 8:13
8. "Beat Wise" (12-Inch Edit)* - 6:28

## Musiciens
- Herbie Hancock: Piano, Fairlight CMI series I & II, Rhodes Chroma, Apple/Mac Plus, Yamaha Dx-1, Yamaha DX7 and DX7-IIFD, Kurzweil K-250, Yamaha TX 8/16, Oberheim Matrix-12, Akai 900-S, Vocorder
- Jeff Bova: Synth Programming
- William "Bootsy" Collins: Basse, Vocorder
- Leroy Bonner Sugarfoot: chant
- Nicky Skopelitis: Fairlight batterie
- Mico Wave: Minimoog basse, Talk box, Vocorder
- Grand Mixer DXT - D.S.T.: Turntablism, "FX"